# Горячий Ключ (Заларинский район)
Горячий Ключ — деревня в Заларинском районе Иркутской области России. Входит в состав Владимирского муниципального образования. Находится примерно в 12 км к юго-востоку от районного центра.

## Население
По данным Всероссийской переписи, в 2010 году в деревне проживало 19 человек (10 мужчин и 9 женщин).